# Erythronium
Erythronium là một chi thực vật có hoa trong họ Liliaceae.

## Các loài
Bắc Mỹ
- Erythronium californicum - Purdy
- Erythronium citrinum - S. Wats.

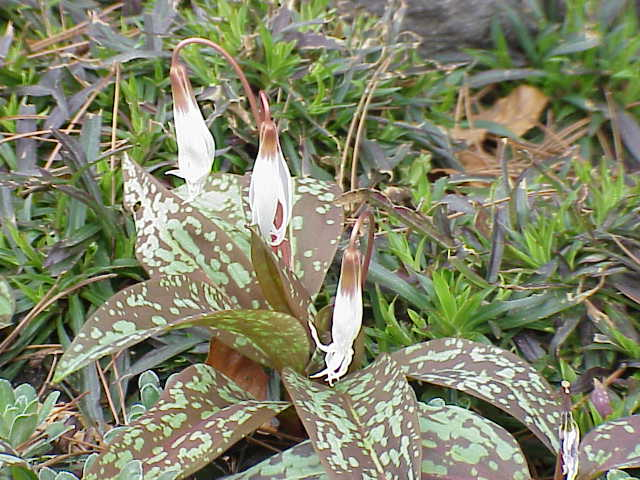
Erythronium dens-canis.

- Erythronium elegans - Hammond & Chambers
- Erythronium grandiflorum - Pursh 
  - subsp. candidum Piper (sin. Erythronium idahoense H.St.John & G.N.Jones)
- Erythronium helenae - Applegate
- Erythronium hendersonii - S. Wats.
- Erythronium howellii - S. Wats.
- Erythronium klamathense - Applegate
- Erythronium montanum - S. Wats.
- Erythronium multiscapoideum -(Kellogg) A. Nels. & Kennedy
- Erythronium oregonum Applegate
- Erythronium pluriflorum Shevock, Bartel & Allen
- Erythronium purpurascens S. Wats.
- Erythronium pusaterii (Munz & J.T. Howell) Shevock, Bartel & Allen
- Erythronium quinaultense G A Allen
- Erythronium revolutum Sm.
- Erythronium taylorii Shevock & G A Allen
- Erythronium tuolumnense Applegate
- Erythronium albidum Nutt.
- Erythronium americanum Ker-Gawl.
- Erythronium mesochoreum Knerr
- Erythronium propullans Gray
- Erythronium rostratum W. Wolf
- Erythronium umbilicatum Parks & Hardin

Châu Âu
- Erythronium dens-canis L.

Châu Á
- Erythronium caucasicum Woronow
- Erythronium japonicum Decne.
- Erythronium sibiricum (Fisch. & C.A.Mey.) Krylov